# Barry Sanders
Barry Sanders (* 16. červenec 1968, Wichita, Kansas) je bývalý hráč amerického fotbalu a člen americké fotbalové síně slávy Pro Football Hall of Fame. Celou svoji kariéru strávil v týmu Detroit Lions jako Running back.
Sanders patří mezi největší legendy v historii amerického fotbalu. Tento hráč s indiánskými kořeny byl vybrán v draftu NFL 1989 jako číslo 3. V NFL začal hned ve své první sezoně všechny udivovat svou úžasnou rychlostí a akcelerací, čímž si vysloužil trofej NFL Offensive Rookie of the Year a zároveň byl nominován do Pro Bowlu. V Lions se stal okamžitou hvězdou a postupem času se z něj stala jedna z největších osobností celé ligy. Stanovil několik týmových rekordů, zejména co se týče získaných yardů a položených touchdownů. V roce 1994 se mu podařilo získat ocenění NFL Offensive Player of the Year, což zopakoval i o čtyři roky později. V ten rok k tomuto oceněni přidal i cenu NFL MVP Award, kterou získal společně s Brettem Favrem z Green Bay Packers. Získal i mnoho dalších ocenění a tak snad jedinou skvrnou na jeho skvělé kariéře zůstalo, že se nikdy nezúčastnil finále Super Bowl. Konec kariéry oznámil v roce 1999 a tak posledním zápasem jeho kariéry bylo utkání Pro Bowlu, ve kterém se loučil i další legendární hráč – John Elway. Zajímavostí Sandersovy kariéry je určitě to, že za celou dobu jejího trvaní ani jednou v tomto zápase hvězd NFL nechyběl. Ligu opustil s 15 269 naběhanými yardy, což je třetí nejlepší výsledek v historii, a 99 položenými touchdowny.
V roce 2004 byl slavnostně uveden do fotbalové síně slávy Pro Football Hall of Fame. V současnosti žije v Detroitu s manželkou Lauren a jejich čtyřmi dětmi.

## Úspěchy
- 10× Pro Bowl selection (1989, 1990, 1991, 1992, 1993, 1994, 1995 1996, 1997, 1998)
- NFL MVP (1994)
- NFL Offensive Player of the Year (1994, 1997)
- NFL Offensive Rookie of the Year (1989)
- Heisman Trophy (1988)
- Bert Bell Award (1991, 1997)